# All I Need (álbum de Foxes)
All I Need es el segundo álbum de estudio de la cantante inglesa Foxes lanzado el 5 de febrero de 2016. El primer sencillo, Body Talk, fue lanzado el 24 de julio de 2015.

## Antecedentes
Foxes empezó a trabajar en el álbum en enero de 2015 en Los Ángeles. Con respecto al álbum Foxes dijo: "Estaba mucho más inspirada con este segundo disco. No quise hacer un álbum conceptual. Es muy emocional. Ha recibido cosas del anterior, pero definitivamente no es como este. Las canciones se sienten más vocales [con] piano y cuerdas. Sigue siendo cinematográfico en algunas cosas pero Soy mucho más honesta en este momento, lo que da mucho miedo ser".Ella también ha dicho que el disco se basa en relaciones amorosas. El álbum iba a ser lanzado originalmente en octubre de 2015 pero por razones desconocidas, el álbum fue reprogramado para ser lanzado el 5 de febrero de 2016.

## Promoción
"Body Talk" fue lanzada como el primer sencillo del álbum el 24 de julio de 2015 en el Reino Unido.
En julio de 2015, Foxes anunció un tour en anticipación al lanzamiento de su álbum a lo largo de octubre de 2015.
El video de "Feet Don't Fail Me Now" fue lanzado por H&M como parte de la campaña H&M Loves Music.
En su página de Facebook, Foxes anunció que el segundo sencillo sería "Better Love", coescrita por Dan Smith de Bastille. La canción fue lanzada el 4 de septiembre de 2015.
"Amazing" fue lanzado como el tercer sencillo del álbum el 4 de diciembre de 2015.
El 26 de enero de 2016 Foxes presentó a través de su cuenta en Facebook un teaser de "Wicked Love". La canción estuvo disponible el 29 del mismo mes.
El 29 de abril "Cruel" fue lanzado como sencillo. 

## Otras canciones
"If You Leave Me Now" fue lanzada el 27 de noviembre como un sencillo promocional.
"Devil Side" fue lanzada el 26 de diciembre como otro sencillo promocional.

## Canciones[11]
| N.º | Título                   | Escritor(es)                                                                                            | Productor(es)     | Duración |  |
| 1.  | «Rise Up (Intro)»        | Louisa Rose Allen Jonas Quant                                                                           | Mark Ralph        | 0:59     |  |
| 2.  | «Better Love»            | Allen Jonny Harris Dan Smith                                                                            | Tim Bran Roy Kerr | 3:35     |  |
| 3.  | «Body Talk»              | Allen Jim Eliot                                                                                         | Eliot             | 3:29     |  |
| 4.  | «Cruel»                  | Allen Kid Harpoon                                                                                       | Harpoon           | 3:46     |  |
| 5.  | «If You Leave Me Now»    | Allen Eliot                                                                                             | Eliot             | 4:55     |  |
| 6.  | «Amazing»                | Allen Martin Brammer Jonny Lattimer James Newman                                                        | Ralph             | 3:47     |  |
| 7.  | «Devil Side»             | Allen Dan Wilson                                                                                        | Wilson            | 3:59     |  |
| 8.  | «Feet Don't Fail Me Now» | Allen Fransisca Hall Jesse Shatkin                                                                      | Shatkin           | 3:23     |  |
| 9.  | «Wicked Love»            | Allen Rick Nowels MoZella                                                                               | Mark Ralph        | 3:14     |  |
| 10. | «Scar»                   | Allen Kenneth Edmonds Janée Bennett Antonio Dixon Khristopher Riddick-Tynes Jonathan Percy Starker Saxe | Bran Kerr         | 3:08     |  |
| 11. | «Money»                  | Allen Quant                                                                                             | Ralph             | 3:14     |  |
| 12. | «On My Way»              | Allen Shatkin                                                                                           | Shatkin           | 4:22     |  |

| Deluxe Edition |                 |                                       |               |          |  |
| N.º            | Título          | Escritor(es)                          | Productor(es) | Duración |  |
| 13.            | «Shoot Me Down» | Allen Quant Harpoon                   | Ralph         | 3:38     |  |
| 14.            | «Lose My Cool»  | Allen Jonny Harris Bnann Charlie Fink | Ralph         | 3:22     |  |
| 15.            | «All I Need»    | Allen Liam Howe Hannah Robinson       | Howe          | 3:49     |  |
| 16.            | «Rise Up»       | Allen Quant                           | Ralph         | 2:35     |  |